# Kati Marton
Kati Marton, née le 3 février 1949 à Budapest, est une écrivaine américano-hongroise, journaliste à ABC.

## Honneurs
Kati Marton a été présidente de l’IWHC (Alliance internationale pour la salut des femmes), du Comité pour la protection des journalistes et de l’International Rescue Committee.
Elle a reçu le Rebekah Kohut Humanitarian Award en 2001 (du National Council of Jewish Women), le Matrix Award Women Who Change the World (Donne che hanno cambiato il mondo) en 2002 et le prix George Foster Peabody[Quoi ?].

## Livres
- Death in Jerusalem

L’attentat mortel du comte Bernadotte, diplomate suédois, en 1948
- The Polk conspiracy

L’assassinat du correspondant CBS George Polk, en 1948, à Salonique et la couverture des faits.
- Hidden Power: Presidential Marriages That Shaped Our History, 2001  (ISBN 0-385-72188-9) - Femmes d'influence : comment le pouvoir secret des premières dames américaines a fait basculer l'Histoire, 2010, Tchou  (ISBN 978-2-7107-0757-8)
- The Great Escape: Nine Jews Who Fled Hitler and Changed the World, 2006, Simon & Schuster  (ISBN 0-7432-6115-1)
- Enemies of the People: My Family's Journey to America, 2009, Simon & Schuster  (ISBN 1-416-58612-1) - N'ouvrez pas ces archives !, 2010, Tchou  (ISBN 978-2-7107-0780-6)

Autobiographie pendant la persécution de ses parents en Hongrie par les régimes nazi puis communiste.